# Vila Flores
Vila Flores egy község (município) Brazíliában, Rio Grande do Sul államban. 2022-ben becsült népessége 3646 fő volt.

## Története
Területén természeti népek laktak, az európai telepesítés a 19. század elején kezdődött. 1830-tól a környék Santo Antônio da Patrulha részét képezte, és egy út haladt át rajta, amely összekötötte Santo Antônio da Patrulhát Porto Alegrevel, és amely mentén településmagok alakultak ki.
A Conde d'Eu és Dona Isabel kolóniákon tapasztalt túljelentkezés arra késztette a gyarmatosítási főfelügyelőséget, hogy új telepek létrehozását tervezze, benépesítve a még nem gyarmatosított területeket. Ekkor hozták létre az Alfredo Chaves-telepet, amely 1898-ban elszakadt Lagoa Vermelhatól, és önálló községgé alakult Veranópolis néven. Vila Flores Veranópolis része volt (kezdetben Pinheiro Seconak, azaz Száraz fenyőnek nevezték egy pihenőhelyre utalva, majd 1920-ban átnevezték Vila Floresre az olasz Fiori család tiszteletére, amely az elsők között telepedett le itt, és különböző vállalkozásokat indított).
1955-ben Vila Florest kerületi rangra emelték, majd 1988-ban függetlenedett Veranópolistól és 1989-ben önálló községgé alakult.

## Leírása
Székhelye Vila Flores, további kerületei nincsenek. Lakosságát alapvetően olasz bevándorlók leszármazottai alkotják, gazdaságának középpontjában a téglagyártás, fémfeldolgozás, mezőgazdaság áll. Gazdaságának legnagyobb részét az ipar teszi ki. Az emberek mintegy fele lakik városon.